# Eurylomia
Eurylomia is een geslacht van vlinders van de familie spinneruilen (Erebidae), uit de onderfamilie Arctiinae.

## Soorten
- E. cordula Boisduval, 1870
- E. ochreata Druce, 1885
- E. similliforma Rothschild, 1913